# Дортезен
Дортезен (нем. von Dorthesen) — баронский род.
Род баронов Дортезен относится к древнему Прибалтийскому дворянству и внесен 17 октября 1620 года в матрикул Курляндского дворянства.
Определением Правительствующего Сената, от 28 февраля 1862 года, за курляндской дворянской фамилией фон-Дортезен признан баронский титул.

## Описание герба
В золотом щите три золотых круглых пряжки (2+1), шпеньки расположена в пояс, остриями влево.
Щит увенчан дворянским коронованным шлемом. Нашлемник — две руки в серебряных латах, держащие золотую пряжку. Намет голубой с золотом.